# Jobe Bellingham
Jobe Samuel Patrick Bellingham (n. 23 septembrie 2005, Stourbridge, Anglia, Regatul Unit) este un fotbalist profesionist englez care joacă ca mijlocaș sau atacant la Borussia Dortmund în Bundesliga. Pe plan internațional, a fost convocat la categoriile U 17 și U 19 ale Angliei.   

## Copilăria și viața personală
Jobe Bellingham s-a născut în Stourbridge, West Midlands, la 23 septembrie 2005,   și este fiul cel mic al lui Denise și Mark Bellingham.  Tatăl lui  a lucrat ca sergent în poliția din West Midlands și a fost un marcator emblematic în fotbalul din afara Ligii .  Jobe este fratele mai mic al fotbalistului internațional din Anglia Jude Bellingham, care a fost la academia din Birmingham City, unde amândoi urmau să-și petreacă anii de creștere a performanței .  Jude, în vârstă de 16 ani, a fost obișnuit să fie  la prima echipă în sezonul 2019-20, sezon premergător celui în care a semnat cu germanii de la  Borussia Dortmund .  După plecarea lui Jude, Jobe a apărut în reclama de prezentare a echipamentului lui Birmingham din sezonul 2020-21 , unde avea să evolueze.  

## Cariera de club
Când avea 15 ani, Jobe a fost numit pe banca înlocuitorilor la meciul  din primul tur al Cupei EFL 2021-2022 al Birminghamului, din postura de gazdă, cu Colchester United din League One .  Nu a fost integralist, așa cum nu a fost utilizat nici în turul al doilea al aceleiași competiții.  Dacă ar fi fost debutat în unul dintre meciuri, cu câteva săptămâni înainte de împlinirea vârstei de 16 ani, ar fi devenit cel mai tânăr jucător de la prima echipă a clubului, întrecând recordul pe care l-a stabilit fratele lui în primul tur cu doi ani mai devreme.  Puțin mai târziu anului acela, zvonurile îl întorceau pe Jude Bellingham înapoi în Anglia; contrazvonurile au fost că echipa germană, Borussia Dortmund, care  era interesată Jobe.  Până la sfârșitul anului, a avut patru goluri din nouă apariții pentru echipa sub 18 a lui Birmingham în secțiunea lor din Premier League Under-18 și a jucat de patru ori pentru sub-23 de ani în Premier League 2 Division 2. 
Jobe Bellingham a fost selectat pe bancă rezervelor la meciul din EFL Championship contra lui Coventry City din noiembrie. Antrenorul Lee Bowyer a insistat că observatorii nu ar trebui să îl judece după performanțele reușite de fratelui său, marcând faptul că el este „următorul pe linie” datorită numărului de accidentări pe care îl au  mijlocașii clubului.  A rămas din nou neutilizat.  Și-a făcut debutul la seniori ca înlocuitor în repriza secundă în meciul din turul al treilea al Cupei FA 2021-2022 din Birmingham, în deplasare la clubul League One Plymouth Argyle, înlocuindu-l pe Jordan James, în vârstă de 17 ani, după 70 de minute, cu scorul nul și Birmingham în inferioritate, la zece bărbați.  La 16 ani și 107 zile, a devenit al doilea cel mai tânăr debutant al Birminghamului.   După meci, pe care Birmingham l-a pierdut cu 1-0, Bowyer a spus că și-a câștigat debutul prin îmbunătățirea jocului în ultimele săptămâni de antrenament cu prima echipă.  El a fost la prima sa  apariție în Liga de Fotbal după o săptămână mai, înlocuindu-l, într-un rezultat de egalitate 1-1 în deplasare la Preston North End .   El a mai jucat abia în finalul sezonului, la ultimul meci. 
În luna iulie a anului 2022, Jude Birmingham a confirmat că fratele său Jobe va lua o bursă cu clubul și că a convenit asupra unui prim contract profesionist, care să intre în vigoare la cea de-a 17-a aniversare.  

## Cariera internațională
Jobe s-a născut în Anglia și spune că este eligibil să evolueze și la naționalei Irlanda  cu ajutorul unui bunic din partea tatălui său.  El a evoluat pentru Anglia sub 16 ani pe 3 iunie 2021, debutând cu o victorie amicală cu 6-0 împotriva Irlandei de Nord .  La prima sa apariție la nivel sub 17 cîteva luni mai târziu în turneul de la Syrenka Cup, contra României ; el a avut ocazia de a înscrie, însă a ratat un penalty, dar Anglia tot a învins cu 2–0. A mai jucat în celălalt meci din grupă și în finală, unde Anglia a pierdut-o cu 3–2 în fața Țărilor de Jos .   În octombrie, a jucat în toate cele trei meciuri ale Angliei din turul de calificare pentru Campionatul European Under-17 din 2022 și a oferit un ajutor la golul înscris de Kobbie Mainoo într-o victorie categorică cu scorul de  7-0 împotriva Armeniei, în timp ce Anglia s-a aflat pe primul loc în grupa sa și a înaintat în  runda elită . .  
După opt convocări la naționala sub 17 ani,  Jobe Bellingham a fost ales în echipa Angliei sub 18 pentru a participa la un mini-turneu cu patru echipe pe Pinatar Arena din Spania în luna septembrie a anului  2022.  A fost titular în fața Olandei și Belgiei dar a fost înlocuit târziu împotriva Insulelor Feroe, pentru că Anglia a câștigat toate cele trei meciuri.   În martie 2023, Jobe a evoluat în cele trei meciuri ale turului sub 18 ani din Croația. Împotriva gazdelor, a fost inclus după o oră, a înscris golul egalizator, iar Anglia a câștigat cu 2–1.  A început titluar și și-a condus echipa în următoarele două meciuri. Șutul său a fost parat în urma unui penalty care ar fi egalat scorul împotriva Belgiei – a dat lovitura, a ratat, iar Belgia a câștigat cu 3–0 – și a marcat ultimul gol al unei victorii cu 3-1 împotriva Elveției .  

## Statistica carierei
| Club            | Sezon         | Ligă          | Ligă      | Ligă   | Cupa FA   | Cupa FA | Cupa EFL  | Cupa EFL | Alte      | Alte   | Total     | Total  |
| Club            | Sezon         | Divizia       | Aplicații | Goluri | Aplicații | Goluri  | Aplicații | Goluri   | Aplicații | Goluri | Aplicații | Goluri |
| --------------- | ------------- | ------------- | --------- | ------ | --------- | ------- | --------- | -------- | --------- | ------ | --------- | ------ |
| Birmingham City | 2021–22       | Campionat     | 2         | 0      | 1         | 0       | 0         | 0        | —         | —      | 3         | 0      |
| Birmingham City | 2022–23       | Campionat     | 22        | 0      | 0         | 0       | 1         | 0        | —         | —      | 23        | 0      |
| Birmingham City | Total         | Total         | 24        | 0      | 1         | 0       | 1         | 0        | —         | —      | 26        | 0      |
| Total cariera   | Total cariera | Total cariera | 24        | 0      | 1         | 0       | 1         | 0        | 0         | 0      | 26        | 0      |